# 小行星37687
小行星37687（37687 Chunghikoh）是一颗绕太阳运转的小行星，为主小行星带小行星。该小行星于1995年8月19日发现。
該小行星以發現者羅伯特·韋伯的妻子Chunghi Koh命名。

## 轨道参数
小行星37687的轨道半长轴为390 859 516 km，2.6126973 UA，离心率为0.038。